# Vyšné Žabie pleso mengusovské
Vyšné Žabie pleso mengusovské (deutsch Mengsdorfer Hinterer Froschsee oder See unter dem Ochsenrücken, ungarisch Menguszfalvi-Felső-Békás-tó, polnisch Wyżni Żabi Staw Mięguszowiecki) ist ein Bergsee auf der slowakischen Seite der Hohen Tatra.
Er befindet sich im oberen Teil des Hochtals Žabia dolina mengusovská (deutsch Froschseetal) im Talsystem der Mengusovská dolina (deutsch Mengsdorfer Tal), im kleinen Kessel Volia dolinka unterhalb des Bergmassivs Volí chrbát (deutsch Ochsenrücken) und seine Höhe beträgt 2046 m n.m. Seine Fläche liegt bei 1710 m², er misst 75 × 40 m und seine maximale Tiefe beträgt 1,5 m. Der See gehört zum Einzugsgebiet des Poprad über die Nebenflüsse Žabí potok und Hincov potok.
Da es in der Tatra mehrere Seen mit dem Teilnamen Žabie pleso gibt, wird die Lage durch das Adjektiv mengusovské (Mengsdorfer, nach dem Talort Mengusovce) präzisiert. Der See liegt höher als die anderen Seen in der Seegruppe Žabie plesá, ist aber auch wesentlich kleiner.
Zum See führt kein touristischer Wanderweg, nur Pfade für Bergsteiger.